# 25. ceremonia wręczenia Cezarów
25. ceremonia wręczenia francuskich nagród filmowych Cezarów za rok 1999 odbyła się 19 lutego 2000 w Théâtre des Champs-Élysées w Paryżu.
Galę wręczenia nagród prowadził Alain Chabat.

## Laureaci i nominowani
| Najlepszy film - Salon piękności Venus - Dzieci bagien - Wschód-Zachód - Dziewczyna na moście - Joanna d'Arc | Najlepszy reżyser - Tonie Marshall – Salon piękności Venus - Luc Besson – Joanna d'Arc - Michel Deville – Wyznania doktora Sachsa - Patrice Leconte – Dziewczyna na moście - Régis Wargnier – Wschód-Zachód                                                      |
| Najlepszy aktor - Daniel Auteuil – Dziewczyna na moście - Jean-Pierre Bacri – Kennedy i ja - Albert Dupontel – Wyznania doktora Sachsa - Vincent Lindon – Rodzinny interes - Philippe Torreton – Zacznijmy już dziś                                              | Najlepsza aktorka - Karin Viard – W górę serca! - Nathalie Baye – Salon piękności Venus - Sandrine Bonnaire – Wschód-Zachód - Catherine Frot – Dyletantka - Vanessa Paradis – Dziewczyna na moście                                                               |
| Najlepszy aktor drugoplanowy - François Berléand – Rodzinny interes - Jacques Dufilho – Co to za życie? - André Dussollier – Dzieci bagien - Claude Rich – Gwiazdkowy deser - Roschdy Zem – Rodzinny interes                                                     | Najlepsza aktorka drugoplanowa - Charlotte Gainsbourg – Gwiazdkowy deser - Catherine Mouchet – Rodzinny interes - Bulle Ogier – Salon piękności Venus - Line Renaud – Moja piękna teściowa - Mathilde Seigner – Salon piękności Venus                            |
| Najbardziej obiecujący aktor - Eric Caravaca – Co to za życie? - Clovis Cornillac – Karnawał - Romain Duris – Byc może - Laurent Lucas – W górę serca! - Robinson Stévenin – Bad Company                                                                         | Najbardziej obiecująca aktorka - Audrey Tautou – Salon piękności Venus - Barbara Schulz – Dyletantka - Valentina Cervi – Nic o Robercie - Émilie Dequenne – Rosetta - Sylvie Testud – Karnawał                                                                   |
| Najlepszy scenariusz - Salon piękności Venus – Tonie Marshall - Dziewczyna na moście – Serge Frydman - Rodzinny interes – Pierre Jolivet i Simon Michaël - Wyznania doktora Sachsa – Michel Deville - Gwiazdkowy deser – Christopher Thompson i Danièle Thompson | Najlepszy film debiutancki - Podróże, reż. Emmanuel Finkiel - Gwiazdkowy deser, reż. Danièle Thompson - Karnawał, reż. Thomas Vincent - Otwarte drzwi, reż. Benoît Mariage - W górę serca!, reż. Sólveig Anspach                                                 |
| Najlepsze zdjęcia - Éric Guichard – Himalaya – Dzieciństwo wodza - Jean-Marie Dreujou – Dziewczyna na moście - Thierry Arbogast – Joanna d'Arc | Najlepszy montaż - Emmanuelle Castro – Podróże - Joëlle Hache – Dziewczyna na moście - Maryline Monthieux – Joanna d'Arc |
| Najlepszy dźwięk - François Groult, Bruno Tarrière i Vincent Tulli – Joanna d'Arc - William Flageolleti Guillaume Sciama – Dzieci bagien - Dominique Hennequin and Paul Lainé – Dziewczyna na moście                                                             | Najlepsza muzyka - Bruno Coulais – Himalaya – Dzieciństwo wodza - Pierre Bachelet – Dzieci bagien - Patrick Doyle – Wschód-Zachód - Éric Serra – Joanna d'Arc |
| Najlepsze kostiumy - Catherine Leterrier – Joanna d'Arc - Eve-Marie Arnault – Rembrandt - Gabriella Pescucci i Caroline de Vivais – Czas odnaleziony | Najlepsza scenografia - Philippe Chiffre – Rembrandt - Jean Rabasse – Asterix i Obelix kontra Cezar - Hugues Tissandier – Joanna d'Arc - François Emmanuelli – Być może                                                                                          |
| Najlepszy film krótkometrażowy - Dirtie Basterdz - À l'ombre des grands baobabs - Anna's Trip - Camping sauvage - 17, rue Bleue | Najlepszy film zagraniczny - Wszystko o mojej matce, reż. Pedro Almodóvar - Być jak John Malkovich, reż. Spike Jonze - Cienka czerwona linia, reż. Terrence Malick - Ghost Dog: Droga samuraja, reż. Jim Jarmusch - Oczy szeroko zamknięte, reż. Stanley Kubrick |
| Cezar Honorowy - Josiane Balasko - Georges Cravenne - Jean-Pierre Léaud - Martin Scorsese | |